# Любимовка (Оконешниковский район)
Люби́мовка — село в Оконешниковском районе Омской области. Административный центр Любимовского сельского поселения.

## История
Основано в 1910 году. В 1928 году посёлок Любимовский состоял из 59 хозяйств, основное население — украинцы. В административном отношении являлся центром Любимовского сельсовета Крестинского района Омского округа Сибирского края.

## Население
| 2002 | 2010  |
| ---- | ----- |
| 1367 | ↘1348 |

## Улицы
| - ул. 30 лет Победы, - ул. Гайдара, - ул. Зелёная, - ул. Коммунистическая, - ул. Ленина, | - ул. Луговая, - ул. Мира, - ул. Нефтезаводская, - ул. Мира, - ул. Центральная. |